# Canal Satélite

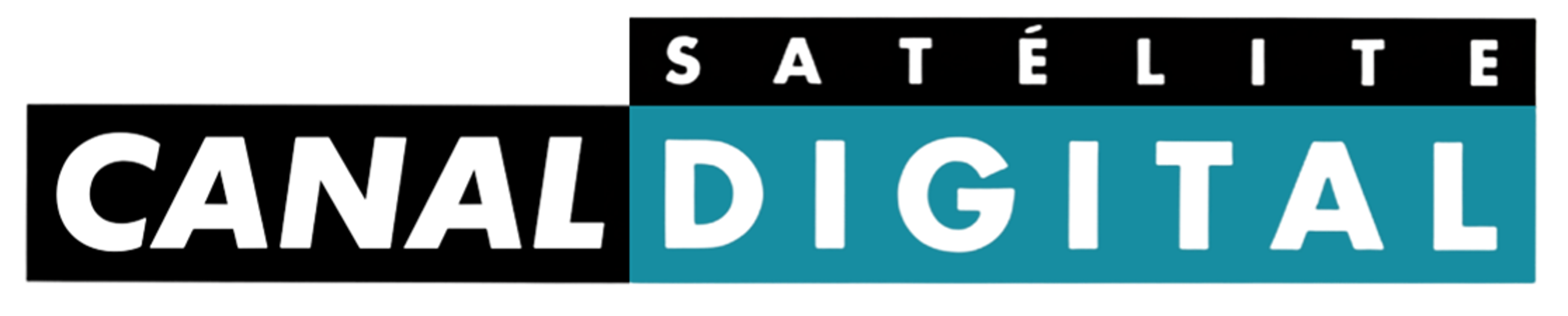
El logo de Canal Satélite Digital

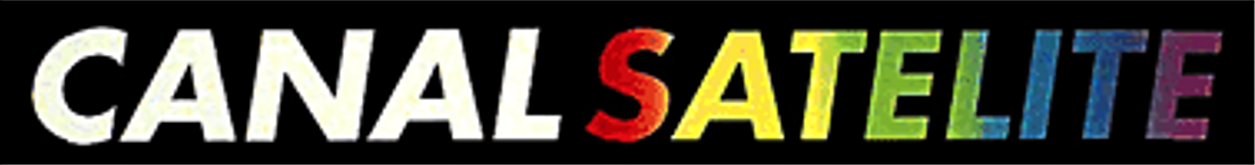
Canal Satélite

Canal Satélite (posteriormente, Canal Satélite Digital) fue una plataforma de televisión analógica por satélite, propiedad de Sogecable, lanzada el 1 de enero de 1994, pionera de las plataformas de pago en España.
La plataforma contaba con cinco canales temáticos: Cinemanía, Documanía, Cineclassics, Minimax y Sportmanía. El 31 de enero de 1997, la plataforma analógica desaparece para dar paso a Canal Satélite Digital.

## Plataformas por satélite herederas
Se pueden distinguir cuatro etapas: 
- Canal Satélite (1994–1997)
  - Plataforma analógica pionera del país, lanzada el 1 de enero de 1994, análoga de la versión gala «Canal Satellite» de Canal+ Francia.
- Canal Satélite Digital (1997–2003)
  - Plataforma digital lanzada el 31 de enero de 1997, que amplió su oferta de canales.[4][5]
- Digital+/Canal+ (2003–11)/(2011–15)
  - Plataforma resultante de la fusión con su competidora «Vía Digital», lanzada el 21 de julio de 2003.[6] El 17 de octubre de 2011, fue renombrada como «Canal+»
- Movistar Plus+ (2015–act.)
  - Plataforma resultante de la fusión de Canal+ con «Movistar TV», tras la adquisición del 100% del accionariado por parte de Telefónica. Fue lanzada el 8 de julio de 2015.[7]